# Segunda Liga Macedônia de Futebol de 2018–19
A Segunda Liga Macedônia de Futebol de 2018–19 será a 27.ª temporada da Segunda Liga Macedônia de Futebol, a segunda divisão do sistema de ligas do futebol da Macedônia do Norte. A temporada começou em 18 de agosto de 2018 e será concluída em maio de 2019.

## Regulamento
A competição é disputada por 20 clubes divididos em dois grupos (Oeste e Leste) com 10 times cada, jogando-se 3 vezes em 27 rodadas. No final da temporada, os campeões dos dois grupos obtém o acesso à Primeira Liga Macedônia de 2019–20, enquanto que as equipes da segunda posição disputarão um play-off semifinal, e o vencedor da disputa jogará um play-off final contra o 8.º colocado da Primeira Liga Macedônia de 2018–19. As três últimas colocadas de cada grupo serão rebaixadas para a Terceira Liga Macedônia de 2019–20.

## Leste

### Times participantes
| Clube             | Cidade              | Estádio                     | Capacidade |
| ----------------- | ------------------- | --------------------------- | ---------- |
| FK Borec          | Veles               | Gradski Stadion Veles       | 2 000      |
| FK Bregalnica     | Shtip               | Gradski Stadion Shtip       | 4 000      |
| FK Detonit Junior | Radovish            | Gradski Stadion Radovish    | 2 000      |
| FK Kit-Go         | Pehchevo            | Gradski Stadion Pehchevo    |            |
| FK Kozhuf         | Gevgelija           | Gradski Stadion Gevgelija   | 2 500      |
| FK Partizan       | Obrshani            |                             |            |
| FK Plachkovica    | Radovish            | Gradski Stadion Radovish    | 2 000      |
| FK Sasa           | Makedonska Kamenica | Gradski Stadion M. Kamenica | 5 000      |
| FK Tikvesh        | Kavadarci           | Gradski Stadion Kavadarci   | 7 500      |
| FK Vardar         | Negotino            | Gradski Stadion Negotino    | 1 500      |

### Tabela
| Pos | Equipe          | Pts | J  | V  | E | D  | GP | GC | SG  | Qualificação, acesso e rebaixamento                 |
| --- | --------------- | --- | -- | -- | - | -- | -- | -- | --- | --------------------------------------------------- |
| 1   | Borec           | 37  | 14 | 12 | 1 | 1  | 29 | 8  | +21 | Promovido para a Primeira Liga Macedônia de Futebol |
| 2   | Tikvesh         | 29  | 14 | 8  | 5 | 1  | 22 | 9  | +13 | Qualificado para a Semifinal do play-off de acesso  |
| 3   | Kozhuf          | 28  | 14 | 8  | 4 | 2  | 22 | 9  | +13 |                                                     |
| 4   | Kit-Go          | 26  | 14 | 7  | 5 | 2  | 19 | 8  | +11 |                                                     |
| 5   | Bregalnica      | 24  | 14 | 7  | 3 | 4  | 25 | 16 | +9  |                                                     |
| 6   | Plachkovica     | 15  | 14 | 4  | 3 | 7  | 15 | 20 | −5  |                                                     |
| 7   | Partizan        | 10  | 14 | 3  | 1 | 10 | 8  | 23 | −15 |                                                     |
| 8   | Detonit Junior  | 10  | 14 | 3  | 1 | 10 | 11 | 27 | −16 | Rebaixado para a Terceira Liga Macedônia de Futebol |
| 9   | Vardar Negotino | 8   | 14 | 2  | 2 | 10 | 12 | 26 | −14 | Rebaixado para a Terceira Liga Macedônia de Futebol |
| 10  | Sasa            | 8   | 14 | 1  | 5 | 8  | 12 | 29 | −17 | Rebaixado para a Terceira Liga Macedônia de Futebol |

### Resultados
As dez equipes participantes jogam uma contra as outras três vezes, totalizando 27 partidas para cada equipe.
| Mandante \ Visitante | BOR | BRE | DET | KGO | KOZ | PAR | PLA | SAS | TIK | VAR |
| -------------------- | --- | --- | --- | --- | --- | --- | --- | --- | --- | --- |
| Borec                | —   | 3–2 | 4–0 |     | 2–1 | 2–0 |     | 3–0 | 1–0 | 1–0 |
| Bregalnica           | 0–2 | —   |     | 2–2 | 0–0 | 2–0 | 2–0 |     | 1–1 | 3–1 |
| Detonit Junior       | 0–1 | 2–0 | —   | 0–1 | 1–3 |     | 0–2 | 2–2 |     | 3–1 |
| Kit-Go               | 1–1 | 1–2 | 4–0 | —   |     |     | 1–0 | 3–1 | 1–1 | 2–0 |
| Kozhuf               | 2–1 |     | 3–0 | 0–0 | —   | 2–0 | 3–1 | 4–0 | 0–2 |     |
| Partizan             | 0–2 | 1–2 | 1–0 | 0–2 | 0–1 | —   | 2–1 | 0–0 |     |     |
| Plachkovica          | 1–4 |     | 0–1 | 0–0 |     | 2–0 | —   | 2–1 | 1–1 | 3–1 |
| Sasa                 | 1–2 | 1–5 |     |     | 1–1 | 2–3 | 0–0 | —   | 1–3 | 1–0 |
| Tikvesh              |     | 1–0 | 2–0 | 1–0 | 0–0 | 3–1 | 4–2 |     | —   | 3–1 |
| Vardar Negotino      |     | 1–4 | 3–2 | 0–1 | 1–2 | 2–0 |     | 3–1 | 0–0 | —   |

| Mandante \ Visitante | BOR | BRE | DET | KGO | KOZ | PAR | PLA | SAS | TIK | VAR |
| -------------------- | --- | --- | --- | --- | --- | --- | --- | --- | --- | --- |
| Borec                | —   |     |     |     |     |     |     |     |     |     |
| Bregalnica           |     | —   |     |     |     |     |     |     |     |     |
| Detonit Junior       |     |     | —   |     |     |     |     |     |     |     |
| Kit-Go               |     |     |     | —   |     |     |     |     |     |     |
| Kozhuf               |     |     |     |     | —   |     |     |     |     |     |
| Partizan             |     |     |     |     |     | —   |     |     |     |     |
| Plachkovica          |     |     |     |     |     |     | —   |     |     |     |
| Sasa                 |     |     |     |     |     |     |     | —   |     |     |
| Tikvesh              |     |     |     |     |     |     |     |     | —   |     |
| Vardar Negotino      |     |     |     |     |     |     |     |     |     | —   |

## Oeste

### Times participantes
| Clube             | Cidade        | Estádio                    | Capacidade |
| ----------------- | ------------- | -------------------------- | ---------- |
| FK Gench Kalemler | Dolna Banjica | Gradski Stadion Gostivar   | 1 000      |
| FK Goblen         | Kumanovo      | Gradski Stadion Kumanovo   | 7 000      |
| FK Gostivar       | Gostivar      | Gradski Stadion Gostivar   | 1 000      |
| FK Korabi         | Debar         | GradskiStadion Debar       | 5 000      |
| FK Labunishta     | Labunishta    | Stadion Kalishta           |            |
| FK Pelister       | Bitola        | Stadion Tumbe Kafe         | 8 000      |
| FK Skopje         | Skopje        | Stadion Zhelezarnica       | 3 000      |
| FK Struga         | Struga        | Stadion Gradska Plazha     | 500        |
| FK Teteks         | Tetovo        | AMS Sportski Centar Tetovo | 2 000      |
| FK Velazerimi     | Kichevo       | Velazerimi Arena           | 3 000      |

### Tabela
| Pos | Equipe         | Pts | J  | V | E | D | GP | GC | SG  | Qualificação, acesso e rebaixamento                 |
| --- | -------------- | --- | -- | - | - | - | -- | -- | --- | --------------------------------------------------- |
| 1   | Struga         | 28  | 14 | 8 | 4 | 2 | 18 | 13 | +5  | Promovido para a Primeira Liga Macedônia de Futebol |
| 2   | Labunishta     | 27  | 14 | 7 | 6 | 1 | 14 | 11 | +3  | Qualificado para a Semifinal do play-off de acesso  |
| 3   | Skopje         | 21  | 14 | 6 | 3 | 5 | 16 | 9  | +7  |                                                     |
| 4   | Vëllazërimi 77 | 21  | 14 | 6 | 3 | 5 | 17 | 15 | +2  |                                                     |
| 5   | Gostivar       | 19  | 14 | 6 | 1 | 7 | 23 | 18 | +5  |                                                     |
| 6   | Korabi         | 18  | 14 | 5 | 3 | 6 | 19 | 18 | +1  |                                                     |
| 7   | Pelister       | 18  | 14 | 5 | 3 | 6 | 12 | 14 | −2  |                                                     |
| 8   | Gench Kalemler | 16  | 14 | 4 | 4 | 6 | 17 | 21 | −4  | Rebaixado para a Terceira Liga Macedônia de Futebol |
| 9   | Goblen         | 14  | 14 | 2 | 8 | 4 | 9  | 15 | −6  | Rebaixado para a Terceira Liga Macedônia de Futebol |
| 10  | Teteks         | 9   | 14 | 2 | 3 | 9 | 9  | 20 | −11 | Rebaixado para a Terceira Liga Macedônia de Futebol |

### Resultados
As dez equipes participantes jogam uma contra as outras três vezes, totalizando 27 partidas para cada equipe.
| Mandante \ Visitante | GEN | GOB | GOS | KOR | LAB | PEL | SKO | STR | TET | VLZ |
| -------------------- | --- | --- | --- | --- | --- | --- | --- | --- | --- | --- |
| Gench Kalemler       | —   | 1–1 | 3–2 | 3–1 | 0–0 | 0–0 |     |     | 1–1 | 2–3 |
| Goblen               |     | —   | 0–1 |     | 1–1 | 0–0 | 0–0 | 1–1 | 0–0 | 1–1 |
| Gostivar             | 2–3 | 2–3 | —   | 1–1 | 0–1 |     | 1–0 | 1–2 | 3–0 |     |
| Korabi               | 3–0 | 3–0 | 0–2 | —   | 0–0 |     | 1–0 |     | 2–1 | 2–4 |
| Labunishta           | 1–0 | 2–0 |     | 0–0 | —   | 2–1 | 2–0 | 2–2 |     | 1–0 |
| Pelister             | 1–4 | 2–0 | 2–1 | 2–1 |     | —   | 1–0 | 1–2 | 1–0 |     |
| Skopje               | 3–0 |     | 2–1 | 2–1 | 6–0 | 0–0 | —   | 0–1 |     | 1–0 |
| Struga               | 1–0 | 1–1 | 1–4 | 2–0 |     | 1–0 |     | —   | 1–0 | 1–2 |
| Teteks               | 2–0 | 0–1 |     |     | 1–2 | 2–1 | 1–2 | 1–1 | —   | 0–3 |
| Vëllazërimi 77       |     |     | 0–2 | 1–4 | 0–0 | 1–0 | 0–0 | 0–1 | 2–0 | —   |

| Mandante \ Visitante | GEN | GOB | GOS | KOR | LAB | PEL | SKO | STR | TET | VLZ |
| -------------------- | --- | --- | --- | --- | --- | --- | --- | --- | --- | --- |
| Gench Kalemler       | —   |     |     |     |     |     |     |     |     |     |
| Goblen               |     | —   |     |     |     |     |     |     |     |     |
| Gostivar             |     |     | —   |     |     |     |     |     |     |     |
| Korabi               |     |     |     | —   |     |     |     |     |     |     |
| Labunishta           |     |     |     |     | —   |     |     |     |     |     |
| Pelister             |     |     |     |     |     | —   |     |     |     |     |
| Skopje               |     |     |     |     |     |     | —   |     |     |     |
| Struga               |     |     |     |     |     |     |     | —   |     |     |
| Teteks               |     |     |     |     |     |     |     |     | —   |     |
| Vëllazërimi 77       |     |     |     |     |     |     |     |     |     | —   |